# Spider-Girl
Spider-Girl (May "Mayday" Parker) é uma personagem da  Universo Marvel, uma super-heroína em um futuro alternativo e protagonista de uma série, ainda em publicação nos Estados Unidos, com o seu nome (atualmente estrelada pela Araña)
Suas histórias se passam numa realidade alternativa, na qual a filha de Peter Parker (o Homem-Aranha) e Mary Jane (sua esposa), não morre antes do nascimento (na linha oficial das histórias Mary Jane engravida de Peter, mas a criança não chega a nascer, porque Mary Jane sofre um aborto espontâneo, por conta da incompatibilidade genética do DNA mutado de Peter Parker). E ela ganhou poderes e assumiu a identidade do pai, que perdeu uma das pernas na luta final (e também última da sua carreira de herói) contra o Duende Verde original.
O principal inimigo da Garota-Aranha é Normie Osborn, que se tornou o Duende Verde como haviam sido antes o pai e avô. Um super-vilão relutante e confuso com o seu lugar no mundo.
Nova Iorque continua a ser palco de batalhas constantes entre super-humanos. A Garota-Aranha tem os mesmos poderes que o pai (herdados por conta da genética alterada de Peter Parker), mas também tal como ele, possui uma vida social recheada de problemas e desilusões.
Ela já se encontrou com a equipe dos Exilados, grupo formado por mutantes de várias realidades, inclusive do universo Marvel padrão.
O uniforme que ela usa é o que Ben Reilly usou na época em que substituiu Peter Parker como Homem Aranha, e os lançadores de teia originais, os mesmos estavam guardados há muitos anos na casa de Peter e Mary Jane.
A série garota aranha começou a ser publicada pela antiga Editora Abril na revista A Teia do Aranha, porém com a transferência dos direitos da revista para a Editora Panini as histórias da garota aranha não tiveram mais continuações e foram substituídas pelas da Araña.